# Loknîste, Mena
Loknîste (în ucraineană Локнисте) este localitatea de reședință a comunei Loknîste din raionul Mena, regiunea Cernihiv, Ucraina. În secolul al XIX-lea, satul făcea parte din volostul Berezna, uezdul Cernihiv.

## Demografie
Componența lingvistică a localității Loknîste
     Ucraineană (97,09%)
     Rusă (2,58%)
     Alte limbi (0,24%)
Conform recensământului din 2001, majoritatea populației localității Loknîste era vorbitoare de ucraineană (97,09%), existând în minoritate și vorbitori de rusă (2,58%).